# فرانکو بونتادینی

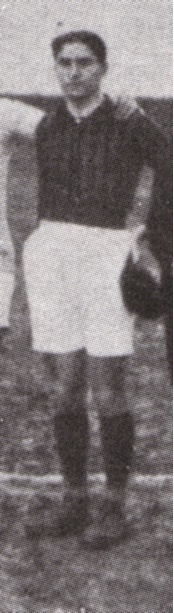
فرانکو بونتادینی در سال ۱۹۱۰

فرانکو بونتادینی (به ایتالیایی: Franco Bontadini) بازیکن فوتبال و اهل ایتالیا است که از سال ۱۹۱۲ میلادی عضو تیم ملی فوتبال ایتالیا بوده و در ۴ بازی ملی حضور داشته‌است. او در بازی‌های ملی‌اش ۲ گل به ثمر رساند.
فرانکو بونتادینی آخرین بازی ملی خود را در سال ۱۹۱۲ میلادی انجام داد.